# Он бродил по ночам
«Он бродил по ночам» (англ. He Walked by Night) — фильм нуар, поставленный режиссёрами Альфредом Л. Веркером и Энтони Манном, который вышел на экраны в 1948 году.
По информации журнала Variety, в «основу фильма положены документы Департамента полиции Лос-Анджелеса». Картина «в документальном стиле повествует о психопатическом, но талантливом убийце, которого выслеживают с помощью кропотливой детективной работы».
Фильм выполнен в поджанре полицейский процедурал и, как отмечает критик Люсия Боззола, был «частью волны полудокументальных криминальных фильмов 1940-х годов, включавшей предтечу направления „Дом на 92-й улице“ (1945), а также такие картины, как „Обнажённый город“ (1947), „Агенты казначейства“ (1947), „Поцелуй смерти“ (1947) и „Бумеранг!“ (1947)».
Наряду со многими критиками Деннис Шварц указывает, что этот «малый фильм нуар… стал прототипом для успешного радио-, а затем и телесериала „Облава“ (1951—1959), знаменитого фразой актёра Джека Уэбба „Только факты, мэм“».

## Сюжет
В Лос-Анджелесе июньской ночью после смены полицейский Роберт Роулинс отправляется домой на собственной машине. На одной из тихих улиц молодой человек (Ричард Бейсхарт) пытается вскрыть дверь магазина бытовой электроники. Увидев приближающуюся машину Роулинса, грабитель начинает быстро удаляться с места преступления, по дороге выбрасывая в кусты перчатки и набор отмычек. Роулинс догоняет его и просит предъявить документы. В ответ молодой человек достаёт пистолет и дважды в упор стреляет в полицейского. Затем он садится в автомобиль и собирается уехать, однако тяжело раненый Роулинс на своей машине на полном ходу врезается в машину преступника, после чего теряет сознание. Преступник вынужден бросить машину и бежать. Вскоре по вызову на место преступления пребывают шеф детективного отдела Департамента полиции Лос-Анджелеса, капитан Брин (Рой Робертс) и его подчинённые — сержанты Марти Бреннан (Скотт Брейди) и Чак Джонс (Джеймс Кардвелл). Полиция обнаруживает пару гильз от оружия преступника и получает его описание, которое дал Роулинс перед тем, как потерять сознание: это белый мужчина, приблизительно 26 лет, приятной наружности, сообщается также его рост, вес и цвет волос. В бардачке автомобиля следователи обнаруживают пузырёк с нитроглицерином, а в багажнике — оружие и несколько электронных приборов, используемых в военно-морском флоте. Около магазина полиция находит отмычки и пару перчаток. Детективы отправляются в участок, чтобы допросить задержанных в ходе облавы в районе. Бреннан знал Роулинса ещё со школы и дружил с его семьёй. Капитан поручает Бреннану и Джонсу ведение этого дела. В ходе облавы, проводившейся в радиусе четырёх миль от места преступления, полиция задержала десятки человек, большинство из которых были нормальными гражданами, хотя и попалось несколько мелких нарушителей закона. Однако убийцы полицейского среди них не оказалось. На следующее утро Роулинс умер в больнице. В своём деревянном домике преступник слушает на полицейской волне ориентировку на себя. Дома у него развёрнута целая лаборатория, в которой он усовершенствует электронное оборудование. Его единственным другом является преданная собака, о которой он нежно заботится. В гараже преступник настраивает в машине радио на полицейскую волну и устанавливает на неё фальшивые номерные знаки. В криминалистической лаборатории эксперт Ли Уитни (Джек Уэбб) показывает детективам взрывные свойства нитроглицерина, обнаруженного в машине убийцы. Отпечатки пальцев преступника обнаружить нигде не удалось, так как тот всегда работал в перчатках. По следам на отмычках удаётся установить, что ими пытались вскрыть замок в магазине. Криминалист говорит, что судя по подготовленности и технической оснащённости преступник — явно не любитель, он не оставил ни отпечатков, ни документов. У своих коллег из соседнего отдела детективы узнают, что в последнее время в городе произошло несколько ограблений магазинов электроники с помощью отмычек.
Преступник приходит на предприятие «Электронная лаборатория Ривза». Секретарша, назвав его мистер Мартин, предлагает ему пройти в мастерскую к владельцу предприятия мистеру Ривзу (Уит Бисселл). Ривз радостно встречает его, называя Рой. Выясняется, что Мартин помогает Ривзу в ремонте электронного оборудования и кроме того, продаёт через Лабораторию усовершенствованные им электронные приборы. Ривз платит Мартину приличные деньги за проданные ранее приборы. По просьбе Ривза, Мартин обещает к завтрашнему дню поставить в лабораторию дорогостоящее телеоборудование для щедрого клиента. На следующий день Мартин демонстрирует Ривзу разработанный им телевизионный проектор, от которого тот приходит в восторг. Пришедший вскоре клиент по имени Даннинг узнаёт в проекторе собственное оборудование, которое было у него украдено некоторое время назад. Даннинг немедленно звонит в полицию, Бреннан и Джонс немедленно выезжают к Ривзу. Ривз рассказывает детективам, что Мартин сдавал ему на продажу много электронных приборов, однако Ривз не знает, где тот живёт. В этот момент Мартин звонит Ривзу по телефону. По просьбе полицейских Ривз говорит Мартину, что продал поставленное им оборудование и готов с ним расплатиться. Вечером, за полтора часа за согласованного времени встречи Мартин появляется в офисе Ривза. Пока Ривз достаёт деньги, Мартин замечает сквозь полупрозрачную дверь тень одного из полицейских. Он мгновенно поднимается на второй этаж и прячется на лестнице. Затем он прыгает сверху с лестницы на крадущегося Бреннана и несколькими ударами расправляется с ним, а затем стреляет в Джонса, серьёзно ранив его. Ответным огнём Джонс задевает Мартина, однако тому удаётся убежать. Вернувшись домой, Мартин самостоятельно делает себе операцию и извлекает пулю. В полицейском участке Ривз просматривает фотографии из каталога преступников, в итоге заявляя, что ни один из них не похож на Роя Мартина, внешне очень симпатичного парня. Из больницы сообщают, что после ранения сержант Джонс парализован и вряд ли будет когда-либо ходить. Тем временем, чтобы сбить с толку полицию, убийца меняет тактику и начинает грабить алкогольные магазины, каждый раз меняя свой внешний облик. Для того, чтобы скрываться от полиции, Мартин начинает использовать систему подземных тоннелей, предназначенных для отвода воды во время ливней. Эта разветвлённая система охватывает несколько сотен миль, а сами тоннели местами настолько широкие, что в них могут легко разъехаться два автомобиля. Криминалист Ли устанавливает, что характерные отметки на гильзах с места убийства Роулинза и ранения Чака Джонса, а также с места ограбления алкогольного магазина, позволяют заключить, что во всех этих случаях использовалось одно и то же оружие. Это с большой степенью достоверности позволяет предположить, что преступником был один и тот же человек. Капитан Брин решает собрать всех свидетелей по делам об ограблении алкогольных магазинов, чтобы составить фоторобот преступника. В фотороботе Ривз сразу же узнаёт Роя Мартина. Изображение преступника размножают и рассылают по полицейским участкам, тюрьмам и почтовым отделениям по всей стране, а также направляют в спецслужбы, включая ФБР. Однако, как показывают допросы представителей криминального мира, никто из них не видел и не знал Мартина. Вечером, когда Ривз возвращается с работы, оказывается, что его поджидает там Мартин. Заставив его плотно задёрнуть шторы, чтобы полиция не могла с улицы увидеть их, Мартин избивает Ривза и, угрожая оружием, требует немедленно расплатиться. Забрав всю имеющуюся наличность, Мартин заявляет, что придёт за оставшейся частью на следующей неделе или в следующем месяце.
Бреннан приходит навестить Джонса в больницу. Тот подсказывает ему, что преступник слишком удачно предвосхищает действия полиции, что наводит на мысль, что он сам имеет отношение к полиции. Бреннан решает самостоятельно обойти все полицейские участки близлежащих районов Лос-Анджелеса и поговорить с сотрудниками. После долгих поисков, в одном из участков Бреннан находит специалиста, который по фотографии опознаёт Мартина, говоря, что несколько лет назад он работал в участке вольнонаёмным радиотехником (под именем Рой Морган). После службы в армии его приглашали вернуться в участок, однако Морган ответил письменным отказом. Сверив образцы почерка, Бреннан понимает, что речь идёт о разыскиваемом им преступнике. По штемпелю на марке он выясняет, что Мартин живёт где-то в Голливуде. Бреннан собирает всех почтальонов Голливуда и показывает им фотографию Мартина. Один из почтальонов припоминает, что несколько раз видел похожего парня на улице на своём маршруте, тот как будто бы арендует один из домиков в его районе. Под видом молочника Бреннан утром подъезжает к дому Мартина, где его встречает почтальон, указывая на конкретный дом. Бреннан убеждается, что это тот самый преступник, которого они разыскивают, о чём докладывает капитану Брину. Полиция готовит операцию по окружению домика Моргана и захвату преступника. Среди ночи собака Мартина реагирует на странные звуки на улице, что вызывает озабоченность хозяина. Пока полиция ведёт окружение дома по периметру, Мартин забирается на крышу своего дома, с которой перепрыгивает на соседний дом, а через несколько кварталов спрыгивает на землю и убегает. Полиция врывается в дом и обыскивает его. Не обнаружив Мартина, Брин объявляет облаву в близлежащих кварталах. Вскоре патрульная машина замечает бегущего Мартина, но он успевает спуститься в подземный тоннель дренажной системы. Полиция блокирует выходы из системы и начинает планомерно прочёсывать все подземные тоннели. На перекрёстке дренажной системы Брин устраивает засаду, он вызывает спецподразделение, а также просит доставить его группе специальный газ и противогазы. В конце концов полиции удаётся обнаружить Мартина, он начинает отстреливаться. Полицейские открывают ответный огонь, Мартин пытается выбраться на поверхность через люк, однако тот блокирован полицейской машиной. Полиция пускает газ, заставляя Мартина выйти из укрытия, а затем несколькими выстрелами убивает его наповал.

## В ролях
- Ричард Бейсхарт — Рой Мартин / Рой Морган
- Скотт Брейди — сержант Марти Бреннан
- Рой Робертс — капитан Брин
- Уит Бисселл — Пол Ривз
- Джек Уэбб — Ли Уайти
- Джеймс Кардвелл — сержант Чак Джонс

### В титрах не указаны
- Чарльз Мередит — представитель полиции Голливуда
- Джейн Адамс — медсестра Скэнион
- Гарри Харви — хозяин алкогольного магазина
- Кеннет Тоби — детектив, допрашивающий Пита

## Режиссёры фильма и исполнители главных ролей
Режиссёр фильма Альфред Л. Веркер известен отличной постановкой детективного фильма «Приключения Шерлока Холмса» (1939), а также драмой «Дом Ротшильдов» (1934), комедией «Авось прорвёмся!» (1942) и фильмов нуар «Шок» (1946) и «Повторное исполнение» (1947).
Хотя в титрах фильма режиссёром указан только Веркер, большинство специалистов сходятся во мнении, что большой вклад в его создание внёс Энтони Манн, уже обративший на себя внимание полудокументальным фильмом нуар «Агенты казначейства» (1947). Джефф Стаффорд пишет, что «хотя Альфред Веркер указан как режиссёр фильма, большинство киноведов признают, что истинной творческой силой фильма был Энтони Манн». Он отмечает, что «по неизвестным причинам, Манн взял на себя постановку у Веркера на довольно ранней стадии, и можно увидеть отчётливый отпечаток его стиля, в частности, в сцене, где Морган извлекает пулю из своего тела, или в сцене ночной перестрелки в электрической компании между Морганом и сержантом Бреннаном». Кроме того, по мнению Стаффорда, «влияние Манна также подтверждается присутствием в творческой группе сценариста Джона С. Хиггинса и оператора Джона Олтона, которые работали с Манном на его предыдущих картинах. Так, Хиггинс написал сценарии для фильмов Манна „Подставили!“ (1947), „Агенты казначейства“ (1947), „Грязная сделка“ (1948) и „Инцидент на границе“ (1949), а Олтон помимо этих фильмов (кроме „Подставили!“) был также оператором фильмов Манна „Господство террора“ (1949) и „Ворота дьявола“ (1950)».
В 1947 году Ричард Бейсхарт сыграл в фильме нуар Веркера «Повторное исполнение» (1947), а после этого фильма — в картинах Манна: исторической драме «Господство террора» (1949) и в фильме нуар «Переулок» (1950). Бейсхарт также известен по ролям в фильмах нуар «Напряжённость» (1949), «С другой стороны стены» (1950), «Четырнадцать часов» (1951) и «Дом на Телеграфном холме» (1951), а позднее — в картинах признанных режиссёров — «Титаник» (1953) Жана Негулеско, «Дорога» (1954) и «Мошенники» (1955) Федерико Феллини, «Моби Дик» (1956) Джона Хьюстона. Скотт Брэйди известен ролями в фильме нуар «Кэнон-сити» (1948), вестерне «Джонни Гитара» (1954), криминальных драмах «Три шага к виселице» (1953) и «Полночный кошмар» (1956), а позднее — в триллере «Китайский синдром» (1979)
.
Актёр Джек Уэбб, который сыграл роль эксперта-криминалиста, был настолько им впечатлён, что «позднее стал создателем (продюсером, автором сценария и режиссёром) собственного телесериала „Облава“, который копировал полудокументальный подход, используемый в этом фильме». Как указано на сайте Американского института кино, «Уэбб стал известен как исполнитель роли детектива полиции Лос-Анджелеса, сержанта Джо Фрайдэя в популярном телесериале студии NBC „Облава“, который построен на основе реальных дел полиции Лос-Анджелеса». Изначально сериал шёл с перерывами с января 1952 по сентябрь 1959 года, когда вышло 269 серий. Через несколько лет сериал был возрождён и новые серии демонстрировались на экранах с января 1967 по сентябрь 1970 года".

## История создания фильма
Как отмечено на сайте Американского института кино, «в письменном предисловии фильма указано, что фильм основан на реальном деле, взятом из полицейских архивов Департамента полиции Лос-Анджелеса, в сотрудничестве с которым был сделан этот фильм».
«Голливуд репортёр» в 1948 году отметил, что «сделанный в полудокументальном стиле фильм основан на убийстве полицейского из Пасадены юношей, который работал в отделе полиции, занимавшемся отпечатками пальцев». По информации «Лос-Анджелес Таймс», фильм основан на газетных репортажах и реальных событиях дела Эрвина Уокера, бывшего сотрудника управления полиции в Глендейле и ветерана Второй мировой войны, который вступил на путь взломов, грабежей и стрельбы в Лос-Анделесе в 1945-46 годах. Стаффорд также указывает, что фильм „вдохновлён реальной историей Эрвина Уокера, героя Второй мировой войны, который стал преступником, терроризировавшим Лос-Анджелес в 1946 году“.
Daily Variety в 1948 году сообщило, что полиция Лос-Анджелеса оказала содействие в подготовке фильма, и что сержант полиции Марти Уинн, указанный в титрах как технический советник, был сотрудником полиции.
Джефф Стаффорд пишет, что этот фильм, наряду с фильмами нуар „Агенты казначейства“ (1947) и „Кэнон-сити“ (1948), негласно финансировался совместно главой Администрации производственного кодекса Джо Брином и Джоном Розелли, чикагским бизнесменом, служившим посредником между мафией и голливудскими профсоюзами. Розелли действительно некоторое время работал в офисе Хейса, и позднее отбыв срок за вымогательство, восстановил свои связи с Брином». Как написал Эдди Мюллер в книге «Тёмный город: потерянный мир фильма нуар», «Розелли покинул Голливуд, чтобы помочь чикагским парням закрепиться в Лас-Вегасе. Позднее он выступал посредником в переговорах между мафией и ЦРУ при подготовке покушения на Фиделя Кастро. Его карьера в шоу-бизнесе завершилась на яхте в Майами, когда бандиты разрезали его на куски, запихнули в нефтяную бочку и пустили её в плавание».

## Оценка фильма критикой

### Общая оценка фильма
Фильм получил высокую оценку критики, оценившей его напряжённость, документальный подход и нуаровый визуальный стиль при экономичности средств, затраченных на его создание. После выхода картины на экраны журнал «Variety» назвал его «высоко-напряжённым криминальным фильмом, перегруженным насилием, но сделанным изящно». Журнал считает, что фильм оказывает «сильное воздействие» и «главную заслугу в этом делят между собой в равной степени сценаристы, режиссёр Альфред Веркер и небольшой, но великолепный актёрский состав, возглавляемый Ричардом Бейсхартом».
Впоследствии критики также давали высокую оценку фильму. Джефф Стаффорд назвал его «замечательным низкобюджетным нуаровым триллером, который часто остаётся незаслуженно обойдённым в исследованиях этого киножанра». Журнал TimeOut охарактеризовал картину как «небольшой, но плотный триллер в полудокументальном ключе, столь популярном во второй половине 1940-х годов». Люсия Боззола, отметив, что фильм «основан на реальной истории», далее указывает, что он «выходит за пределы своего происхождения как фильм категории В благодаря сочетанию реалистического показа борьбы с преступностью со стильным контрастным визуальным рядом фильма нуар». По мнению, Дейва Кера, фильм представляет собой «низкобюджетный триллер режиссёра Альфреда Веркера, который сам по себе был интересным режиссёром», судя по его фильму «Шок». Однако в данной картине «значительный объём работы — включая впечатляющую сцену погони в городской дренажной системе — был выполнен Энтони Манном, продемонстрировавшим высший уровень воображения и изобретательности в качестве стилиста жанра фильм нуар».

### Характеристика и некоторые особенности фильма
Variety отмечает, что в этом «полностью мужском фильме нет романтических тем, способных немного притормозить развитие событий. Начавшись на высоких скоростях, фильм только прибавляет в темпе, пока кумулятивное напряжение не взрывается в мощной развязке… Сила воздействия картины достигается через противостояние изобретательности убийцы в ускользании от полицейских и эффективности действий полиции, направленных на его задержание… Высшей точкой фильма является финальный эпизод, который происходит в дренажных тоннелях Лос-Анджелеса, по которым киллер пытается сбежать».
Сайт Американского института кино также отметил, что «некоторые обозреватели восторгались финальной погоней фильма», снятой, как назвал это «Нью-Йорк Таймс», «в 700 милях спрятанных хайвеев», образующих гигантскую систему подземных тоннелей Лос-Анджелеса, предназначенных для отвода воды во время ливней. Стаффорд добавляет, что «это был первый случай, когда эта необычная конструкция была задействована в кино, впоследствии она служила столь же тревожным местом действия в фантастическом триллере „Они!“ (1954)».
Люсия Боззола обращает внимание на то, что в отличие от «бьющего через край героизма и романтической чувственности» криминальных мелодрам того времени, данный фильм «выстраивает плотный саспенс из реальной жизни», используя «закадровое повествование в документальном стиле с акцентом на производственные аспекты работы лос-анджелесской полиции, особенно, его криминалистического подразделения», а также демонстрируя «новомодные для своего времени технические приёмы полицейского расследования».
Деннис Шварц называет фильм «захватывающей историей, хотя ей и не хватает психологической глубины и изобретательности. И всё же фильм постоянно держит в напряжении, стильно подан, наполнен новейшими технологиями (при этом технический арсенал преступника мало чем уступает оснащённости всего полицейского управления) и повлиял на последующие криминальные триллеры как в кино, так и на телевидении». Шварц обращает внимание и на сопровождающее действие "рассудительное закадровое повествование, что позднее было скопировано в телесериале «Облава» (где точно также, как и в фильме, там сообщалось, что «были изменены только имена»).

### Оценка работы оператора и творческой группы
Многие рецензенты высоко оценили работу творческой группы фильма и особенно работу оператора. В частности, Variety отметил, что «фильм выделяется своей реалистической операторской работой и крепким саундтреком». Шварц добавляет, что «ночное освещение со светотенями и интересное использование ракурсов, значительно усиливает мощь фильма». В качестве основных достоинств фильма Джефф Стаффорд выделяет «пугающую игру Ричарда Бейсхарта в качестве педантичного вора электронного оборудования, которого разыскивают за убийство полицейского» и «блестящую чёрно-белую операторскую работу Джона Олтона, использование света которым сравнивали с постановкой света Рембрандтом».
TimeOut предполагает, что «успешное создание напряжённой атмосферы» в картине, возможно, стало следствием того, что «Энтони Манн приложил не отражённую в титрах руку к режиссуре». Однако, по мнению журнала, «самым значимым моментом картины стала великолепная нуаровая операторская съёмка Джона Олтона, который добивается по-настоящему выдающегося результата в финальной погоне в дренажных тоннелях Лос-Анджелеса».
Стаффорд вообще считает, что этот «фильм вполне мог бы служить учебником того, как надо снимать фильм нуар, настолько мастерски в нём вплетены в визуальный рисунок такие столь хорошо известные составляющие жанра, как поперечные полосы теней от жалюзи, превращающие уютную спальню в тюрьму, городские огни на мокром тротуаре, краткая вспышка света от торопливо зажжённой спички в тёмной комнате». А «самым памятным моментом картины стала светотеневая операторская работа в заключительном эпизоде», где полиция преследует преступника «в огромных дренажных каналах под Лос-Анджелесом». Боззола отмечает, что «выполненная глубоким фокусом съёмка оператора Джона Олтона, контрастное ночное освещение и неординарные ракурсы» точно передают состояние «внутренней угрозы, которую несёт умный и психически неуравновешенный убийца полицейского», особенно сильно проявляясь в «кульминационной погоне по дренажной системе Лос-Анджелеса, которая способна составить конкуренцию аналогичной сцене в фильме „Третий человек“ (1949)».

### Оценка актёрской работы
Variety чрезвычайно высоко оценил работу Бейсхарта в этом фильме, написав, что «этой ролью он обеспечивает себе статус одной из самых талантливых находок Голливуда последних лет». Журнал считает, что он «значительно перекрывает остальной актёрский состав, хотя Скотт Брейди, Рой Робертс и Джим Кардвелл в качестве детективов, показывают свой высокий профессионализм».
Шварц отмечает, что «Бейсхарт замечательно играет угрожающую роль одиночки-мизантропа, который дружит только с маленькой собачкой. Когда камера фокусируется на нём одном ночью, работающим над своим оборудованием, или когда он бежит по дренажной системе, он становится одним из типичных нуаровых отчуждённых героев». TimeOut также считает, что «Бейсхарт отличен в роли странного одинокого волка, эксперта по электронике и киллера», символа той «загадочной угрозы, которая преследует людей в параноидальных видениях эпохи охоты на ведьм».